# یواس‌اس تیمرمن (دی‌دی-۸۲۸)
یواس‌اس تیمرمن (دی‌دی-۸۲۸) (به انگلیسی: USS Timmerman (DD-828)) یک کشتی بود که طول آن 390' 6" (119 m) بود. این کشتی در سال ۱۹۵۱ ساخته شد.